# Hermann (cráter)
Hermann es un pequeño cráter de impacto lunar que se encuentra en la parte occidental del Oceanus Procellarum, apenas un diámetro del propio cráter al sur del ecuador. Se trata de un cráter solitario, con una serie de cráteres pequeños alrededor y algunas dorsa próximas.
El suelo interior de este cráter ha sido inundado por la lava, dejando una superficie oscura con el mismo albedo que el mar lunar adyacente. Solo un borde bajo, casi circular sobresale por encima de la superficie, que no aparece erosionada significativamente. El brocal presenta una ligera protuberancia hacia el exterior en su sector occidental.

## Cráteres satélite
Por convención estos elementos se identifican en los mapas lunares colocando la letra en el lado del punto medio del cráter que está más cercano a Hermann.
|         | \| Hermann \| Coordenadas \| Diámetro \| \| ------- \| ---------------------------- \| -------- \| \| A \| 0°24′N 58°12′O / 0.4, -58.2 \| 4 km \| \| B \| 0°18′S 57°06′O / -0.3, -57.1 \| 5 km \| \| C \| 0°12′S 60°36′O / -0.2, -60.6 \| 3 km \| \| D \| 2°18′S 54°00′O / -2.3, -54.0 \| 3 km \| \| E \| 0°06′N 52°00′O / 0.1, -52.0 \| 4 km \| \| F \| 1°18′N 55°24′O / 1.3, -55.4 \| 3 km \| \| H \| 0°54′N 61°48′O / 0.9, -61.8 \| 4 km \| \| J \| 2°36′N 57°24′O / 2.6, -57.4 \| 4 km \| \| K \| 2°24′N 58°18′O / 2.4, -58.3 \| 3 km \| \| L \| 2°24′N 59°06′O / 2.4, -59.1 \| 3 km \| \| R \| 0°36′N 55°36′O / 0.6, -55.6 \| 3 km \| \| S \| 1°00′N 55°30′O / 1.0, -55.5 \| 4 km \| |          |
| Hermann | Coordenadas | Diámetro |
| A       | 0°24′N 58°12′O / 0.4, -58.2 | 4 km     |
| B       | 0°18′S 57°06′O / -0.3, -57.1 | 5 km     |
| C       | 0°12′S 60°36′O / -0.2, -60.6 | 3 km     |
| D       | 2°18′S 54°00′O / -2.3, -54.0 | 3 km     |
| E       | 0°06′N 52°00′O / 0.1, -52.0 | 4 km     |
| F       | 1°18′N 55°24′O / 1.3, -55.4 | 3 km     |
| H       | 0°54′N 61°48′O / 0.9, -61.8 | 4 km     |
| J       | 2°36′N 57°24′O / 2.6, -57.4 | 4 km     |
| K       | 2°24′N 58°18′O / 2.4, -58.3 | 3 km     |
| L       | 2°24′N 59°06′O / 2.4, -59.1 | 3 km     |
| R       | 0°36′N 55°36′O / 0.6, -55.6 | 3 km     |
| S       | 1°00′N 55°30′O / 1.0, -55.5 | 4 km     |